# ميك تورنر
ميك تورنر (بالإنجليزية: Mick Turner)‏ هو موسيقي وفنان أسترالي، ولد في 1960 في ملبورن في أستراليا.

## وصلات خارجية
- ميك تورنر على موقع IMDb (الإنجليزية)
- ميك تورنر على موقع ميوزك برينز (الإنجليزية)
- ميك تورنر على موقع أول ميوزيك (الإنجليزية)
- ميك تورنر على موقع ديسكوغز (الإنجليزية)